# McMaster University

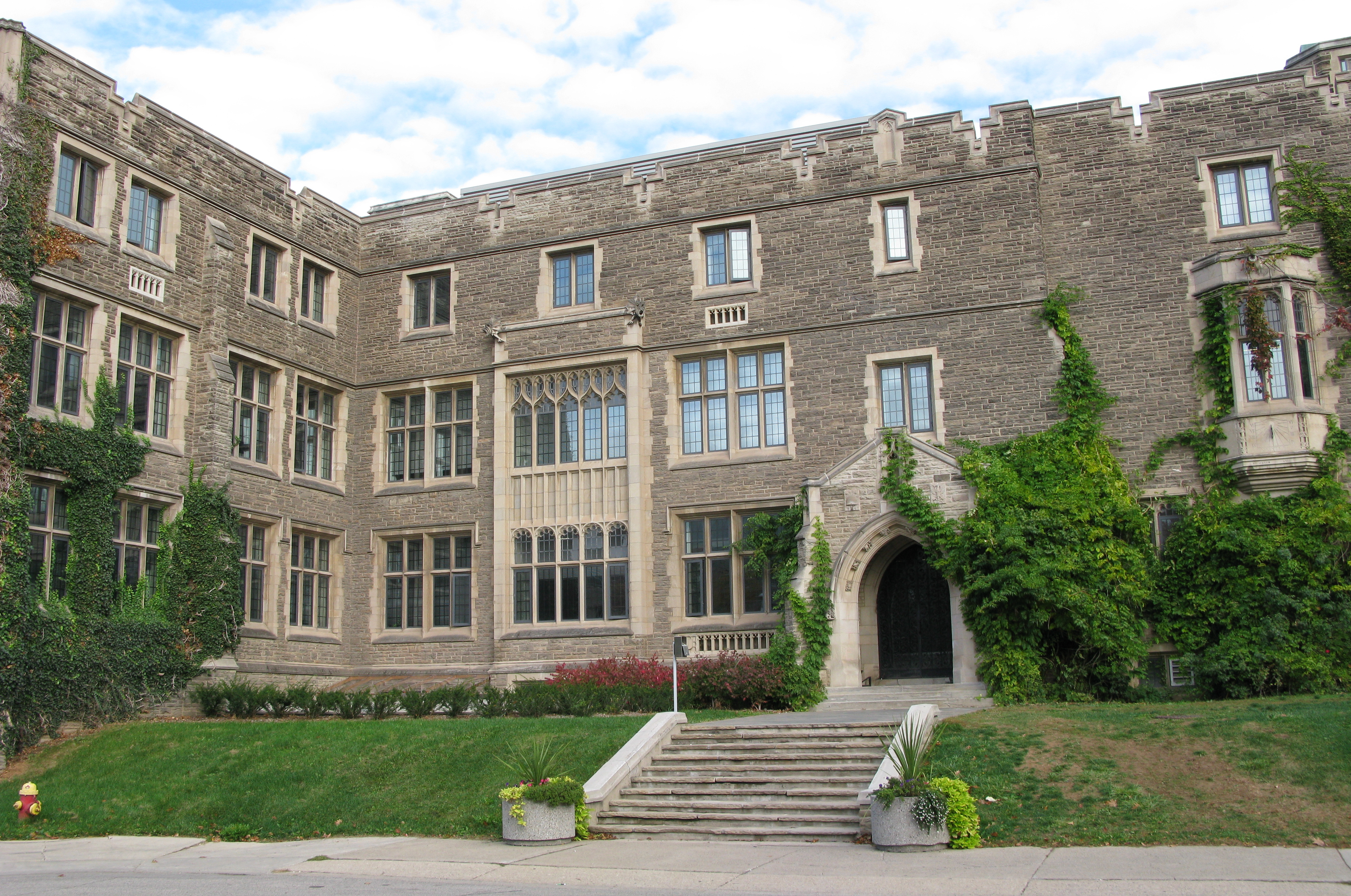
Budynek Wydziału Matematyki

McMaster University (potocznie Mac) – uniwersytet w Hamiltonie, w kanadyjskiej prowincji Ontario.
Został założony w 1887 roku przez Williama McMastera (1811–1887, kanadyjski senator, bankier, hurtownik) i nazwany jego imieniem.
Ma prawie tysiąc wykładowców i około 25 tysięcy studentów.